# Ognjen Lekić
Ognjen Lekić (srbsko Огњен Лекић), francoski nogometaš, * 7. januar 1982, Šabac.
Lekić je odraščal v okolici Marseilla v Franciji.Je sin srbskih staršev,ki sta odšla s trebuhom za kruhom v deželo vina,Napoleona in kulinarike.Kot čisto majhen fantič je tam obiskoval vrtec,pri skoraj osmih letih pa je začel z nogometnimi treningi pri slavni ekipi iz obmorskega mesta Marseille.
Doslej je ta igralec zvezne vrste igral za 14.klubov v 6.državah ter odigral 140 tekem in zabil 14 golov.Tudi na slovenskih zelenicah smo ga že srečali,saj je nosil drese Primorja iz Ajdovščine ter Celja in nazadnje Krke iz Novega Mesta.Po koncu jesenskega dela tekmovanja se je sporazumno razšel s klubom iz dolenjske prestolnice.Od konca avgusta pa je član srbskega drugoligaša  Proleter Novi Sad